# Dipôle magnétique d'une sphère
Soit une sphère, de centre O, de rayon R, parcourue par un courant de surface {\displaystyle {\vec {j_{S}}}(P)=j_{0}sin\theta \cdot {\vec {u_{\phi }}}}, de moment magnétique {\displaystyle {\vec {m}}=j_{0}V\cdot {\vec {u_{z}}}}, avec V volume de la boule.
Plus précisément :
{\displaystyle {\vec {m}}={\frac {1}{2}}\int \mathrm {d} ^{2}r[{\vec {r}}\wedge {\vec {j_{s}}}({\vec {r}})]=j_{0}V{\vec {u_{z}}}}

## Champ magnétique extérieur
Si r >> R, il est clair que B(M) est celui créé par m.

Très étonnant : c'est vrai pour tout r > R !
Soit :
{\displaystyle {\vec {B}}(M)={\frac {\mu _{0}{\mathfrak {m}}}{4\pi r^{3}}}(2\cos(\theta ){\vec {u}}_{r}+\sin(\theta ){\vec {u}}_{\theta })={\frac {\mu _{0}}{4\pi \cdot r^{3}}}\cdot {\bigl (}3{\vec {u_{r}}}({\vec {m}}\cdot {\vec {u_{r}}})-{\vec {m}}{\bigr )}}
qu'on peut écrire : 
{\displaystyle {\vec {B}}(M)=\mu _{0}j_{0}{\frac {R^{3}}{r^{3}}}\cdot {\bigl (}{\vec {u_{r}}}({\vec {u_{z}}}\cdot {\vec {u_{r}}})-{\frac {1}{3}}{\vec {u_{z}}}{\bigr )}}

## Champ magnétique intérieur
Bien sûr, la distribution de courant fait penser à celle d'un solénoïde. En effet, le courant s'annule juste sur les bords, de manière que le champ à l'intérieur soit uniforme :
{\displaystyle B(M)=B(O)=B_{externe}(0,0,R)} par continuité de la composante normale de B.
{\displaystyle {\vec {B}}(M)={\frac {\mu _{0}{\vec {m}}}{2\pi R^{3}}}={\frac {2\mu _{0}j_{0}}{3}}{\vec {u_{z}}}}

## Démonstration
La distribution de courant est à support compact : la solution existe et est unique. Il suffit donc de vérifier que la solution donnée satisfait bien à div B = 0 , rot B = 0 et aux conditions aux limites à l'infini (vrai) et sur la sphère, on a :
{\displaystyle [B_{ext}-B_{int}]\wedge u_{r}(P)=-{\frac {3\mu _{0}{\vec {m}}\wedge {\vec {u_{r}}}}{4\pi R^{3}}}=-{\frac {3\mu _{0}m.sin(\theta )}{4\pi R^{3}}}{\vec {u_{\phi }}}=-\mu _{0}{\vec {j_{S}}}}.
ou encore : 
{\displaystyle [B_{ext}-B_{int}]=\mu _{0}{\vec {j_{S}}}\wedge {\vec {u_{r}}}}
On pourra vérifier que la circulation sur une ligne de champ fermée quelconque satisfait bien le théorème d'Ampère.

## Conclusion
Si R devient minuscule, et {\displaystyle j_{0}} très grand, m joue le rôle d'une singularité en O, mais B n'y est pas infini, et son intégrale sur la boule vaut ({\displaystyle {\frac {8\pi }{3}}{\vec {m}}} ) : on prend l'habitude de dire qu'un moment dipolaire par unité de volume {\displaystyle J} (en A/m) crée donc le champ d'un dipôle {\displaystyle +{\vec {m}}{\frac {8\pi }{3}}\delta (r)}
On comparera avec le dipôle électrostatique d'une boule.